# Tucker Carlson
Pour les articles homonymes, voir Carlson et Tucker.
Tucker Carlson, né le 16 mai 1969 à San Francisco (Californie), est un éditorialiste et animateur de télévision américain.
Il commence sa carrière comme journaliste pour le quotidien conservateur The Weekly Standard avant d’être recruté comme présentateur par la chaîne CNN en 2000 puis MSNBC en 2005.
De 2016 à 2023, il est recruté par la famille Murdoch pour présenter l'émission Tucker Carlson Tonight sur Fox News. Son émission est suivie par près de 3 millions de téléspectateurs chaque soir, ce qui en fait l'émission la plus populaire de la chaine Fox News.
Tucker Carlson est un opposant virulent du progressisme, un critique de l'immigration, et a été décrit comme un nationaliste. Tout d'abord de tendance libertarienne sur un plan économique, il est devenu partisan du protectionnisme,. En 2004, il renonce à son soutien initial à la guerre d'Irak, et il affiche depuis lors  son scepticisme concernant les interventions américaines à l'étranger,.
Il est, et a été, un promoteur de théories du complot sur des sujets tels que le « Grand remplacement » aux États-Unis,,, la Covid-19,, l'élection présidentielle américaine de 2020 et l'assaut du Capitole du 6 janvier 2021, ; ses discours sur ces sujets et un nombre substantiel d'autres sont notables,,,,.
Le 24 avril 2023, Fox News annonce abruptement la fin de sa collaboration avec Tucker Carlson. Le 6 juin 2023, Tucker Carlson lance sa nouvelle émission sur le réseau social Twitter, où il reprend un format raccourci de son ancienne émission sur Fox News.

## Biographie

### Débuts de carrière
Il est le fils de Dick Carlson, ancien ambassadeur des États-Unis aux Seychelles et dirigeant de médias, ainsi que d'une artiste peintre qui quitte sa famille alors qu'il n'a que 6 ans. Elle finit par s'installer en France et ne revoit plus jamais ses enfants. Tucker Carlson est élevé par son père seul. Alors que Tucker Carlson est âgé de 10 ans, son père se remarie avec l'héritière du fondateur de la marque agro-alimentaire Swanson.
Durant toute sa scolarité, il fréquente des écoles privées. En sortant du Trinity College d'Hartford (Connecticut) sans diplôme, il tente infructueusement de rejoindre la CIA puis décide de devenir journaliste.
Tucker Carlson fait ses débuts dans la presse écrite, notamment à The Weekly Standard. Il anime par la suite les émissions d'actualité Crossfire sur CNN avec Robert Novak (2000-2005) et Tucker sur MSNBC (2005-2008).
En 2006, il participe à la troisième saison de l'émission américaine Dancing with the Stars sur ABC avec Elena Grinenko comme partenaire.

### Personnalité médiatique vedette
En 2009, il rejoint Fox News Channel, d'abord en tant que commentateur,,, puis en 2016 en tant qu'animateur de l'émission quotidienne d'une heure Tucker Carlson Tonight, orientée sur des sujets politiques. En 2016, elle est suivie par environ trois millions de téléspectateurs quotidiennement, assurant la première place de la chaîne en début de soirée devant CNN et MSNBC.
Pour Le Point, son influence est si large qu'il participe à modeler la pensée des républicains. Slate estime qu'il pousse le parti vers une direction  ethnonationaliste. Il est également apprécié par des figures de l'extrême droite américaine telles que David Duke, ancien grand sorcier du Ku Klux Klan ; et Andrew Anglin, fondateur du site nationaliste blanc The Daily Stormer. Selon le professeur de communication et journalisme Michael Socolow, son influence est à relativiser puisque « 99,3 % des Américains ne regard[ent] pas Fox News lors d’une soirée télévisuelle typique ». En 2022, il observe également que son nombre de téléspectateurs est en baisse. France Info le voit comme potentiel candidat à l'élection présidentielle de 2024.
En mars 2023, le président des États-Unis Joe Biden déclare que Tucker Carlson « n'est pas crédible » à la suite d'un reportage jugé biaisé, voire partial, sur la journée du 6 janvier 2021 au Capitole.

### Séparation avec Fox News
Le 24 avril 2023 — soit trois jours après sa dernière émission — Fox News annonce qu'elle se sépare de Tucker Carlson, son animateur le plus populaire,. « Nous le remercions pour les services qu'il a rendus à la chaîne en tant qu'animateur et, avant cela, en tant que collaborateur », déclare un porte-parole de Fox News Media dans un communiqué,.
La chaîne fait cette annonce moins d'une semaine après avoir accepté de payer 787,5 millions de dollars pour éviter le jugement dans un procès en diffamation intenté par l'entreprise Dominion Voting Systems, le fournisseur d'une partie des machines de vote utilisées lors de l'élection présidentielle américaine de 2020. Ces machines ont été l'objet de théories du complot et autres fausses déclarations émanant des partisans de Donald Trump, largement relayées sur l'antenne de Fox News et plus particulièrement par Tucker Carlson dans son émission,,.
Après son départ de la chaîne, Fox News voit ses audiences plonger. En juin 2023, pour la première fois en deux ans, les audiences de Fox News Channel passent derrière celles de ses concurrentes MSNBC et CNN.

### Tucker on Twitter/Tucker on X
En juin 2023, il relance son émission sur le réseau social Twitter (devenu depuis X) sous le nom de Tucker on Twitter (puis Tucker on X). Lors de sa première émission, il qualifie le président ukrainien Volodymyr Zelensky de « suant et ressemblant à un rat ». Il regrette également que les médias ne parlent pas d' « une espèce extra-terrestre survolant nos villes à bord d'un avion hypersonique ». Il lance ensuite son site de streaming Tucker Carlson Network en décembre.
Le 8 février 2024, à l’approche des deux ans de l’invasion russe de l’Ukraine, il diffuse sur le réseau X et sur son site web une interview, réalisée deux jours auparavant, avec le président russe Vladimir Poutine,. Il est alors le premier journaliste occidental à qui Poutine accorde une interview depuis le début de cette guerre. Au cours de cette interview, il laisse le président russe développer sa version personnelle et falsifiée de l'histoire de l'Ukraine (concluant que « L’Ukraine est un Etat artificiel » et, que selon lui, « les Ukrainiens se sentent encore russes ») et des causes ayant mené à son invasion,.

## Opinions politiques
Il soutient le candidat libertarien Ron Paul lors des élections présidentielles de 1988 et 2008 et présente alors des positions libertariennes conservatrices,. Il devient par la suite très critique du libertarianisme. En 2019, il se plaint que la Maison-Blanche serait « envahie de fanatiques libertariens » qui seraient « contrôlés par les banques » et prétend que l'économie serait contrôlée par les libertariens,.
Il se montre critique à l'égard de la politique menée par le Canada, affirmant en 2006 : « c'est comme votre cousin attardé que vous voyez à Thanksgiving [...]. Vous savez, il est gentil, mais vous ne le prenez pas au sérieux. Ça, c'est le Canada ».
Selon un article du Monde de 2020, son émission Tucker Carlson Tonight défend avec vivacité des opinions nationalistes et non-interventionnistes. D'après un article de Slate de 2022, Tucker Carlson fait partie de l'aile nationale-conservatrice du Parti républicain. Il apparaît à la première « conférence du national-conservatisme ».
Tucker Carlson est un promoteur de la théorie complotiste d'extrême droite du grand remplacement,. D'après une analyse du New York Times portant sur un panel de 1150 émissions de Tucker Carlson, 400 d'entre elles sont consacrées à ce sujet. Il estime que le Parti démocrate abandonne son électorat populaire traditionnel en défendant l'immigration illégale, cherchant à naturaliser les sans-papiers pour bénéficier de leurs votes. Il estime que cette immigration aboutirait à la destruction de la civilisation occidentale,.
Il s'est positionné dans l'opposition à la politique anti-Covid-19 du début des années 2020
.
Il produit en novembre 2021 une émission présentant l’invasion du Capitole par des partisans de Donald Trump en janvier 2021 comme un complot de « l’État profond » dont seraient victimes les « patriotes » qui ont participé à l'assaut. L'émission suscite des remous au sein de la chaine.
Il nie le réchauffement climatique,. Il estime également que la masculinité est en crise aux États-Unis et se prononce pour sa « restauration ».

### Politique étrangère
L'Associated Press (AP) estime qu'en décembre 2019, Carlson pourrait avoir été l'une des personnalités ayant influencé Donald Trump dans sa décision de ne pas répliquer à l'abattage d'un drone américain par l'Iran en 2019 au-dessus du détroit d'Ormuz.
Carlson est un partisan du régime de Viktor Orbán, dont il vante la politique migratoire. Durant l'été 2021, dans le cadre de son documentaire La Hongrie contre Soros : le combat pour la civilisation, il interviewe le premier ministre hongrois et dîne chez lui. Carlson accuse également le financier et philanthrope hongro-américain George Soros d'aider les migrants à traverser les frontières hongroises,.
Il prend également la défense, lors de la guerre en Ukraine, du régime russe et de Vladimir Poutine, période pendant laquelle il partage également de la désinformation, en lien avec des réseaux pro-Kremlin. Il est le seul journaliste occidental que le Kremlin recommande aux médias russes de relayer, et réalise un entretien avec le président russe en février 2024.
Il défend en revanche des positions très hostiles à la Chine.
Tucker Carlson déclare soutenir le combattant d'arts martiaux mixtes Conor McGregor comme « empereur d'Irlande ». En avril 2025, Carlson se rend à Dublin où il est guidé par le conseiller municipal Malachy Steenson (en) et accompagné par Conor McGregor,.

## Controverses
Après l'attentat de Buffalo, Tucker Carlson est mis en cause pour sa promotion de la théorie raciste et complotiste du grand remplacement, citée dans le manifeste du terroriste de Buffalo. Le chef des démocrates au Sénat, Chuck Schumer, dénonce « un poison répandu par l'un des plus grands médias du pays »,.
En septembre 2023, il est accusé de répandre une rumeur selon laquelle Barack Obama aurait une relation sexuelle avec un homme, racontar « largement discrédité » en 2008. L'homme qui soutient ces affirmations a, par ailleurs, été condamné pour « de multiples arnaques ».

## Publications
- Carlson, Tucker (2003). Politicians, Partisans, and Parasites: My Adventures in Cable News. New York: Warner Books.  (ISBN 978-0759508002).
- Carlson, Tucker (2018). Ship of Fools: How a Selfish Ruling Class Is Bringing America to the Brink of Revolution. New York: Simon & Schuster.  (ISBN 978-1501183669).
- Carlson, Tucker (2021). The Long Slide: Thirty Years in American Journalism. New York: Simon & Schuster.  (ISBN 978-1501183690).